# Wosret
Wosret er i egyptisk mytologi en skytsgudinde for den unge Horus.
Hun blev dyrket i Theben og blev senere identificeret med Isis og Hathor. Hendes navn blev til tider stavet Wosyet og menes at betyde "den stærke" eller "hende som er stærk".